# Xiềng cổ chân điện tử

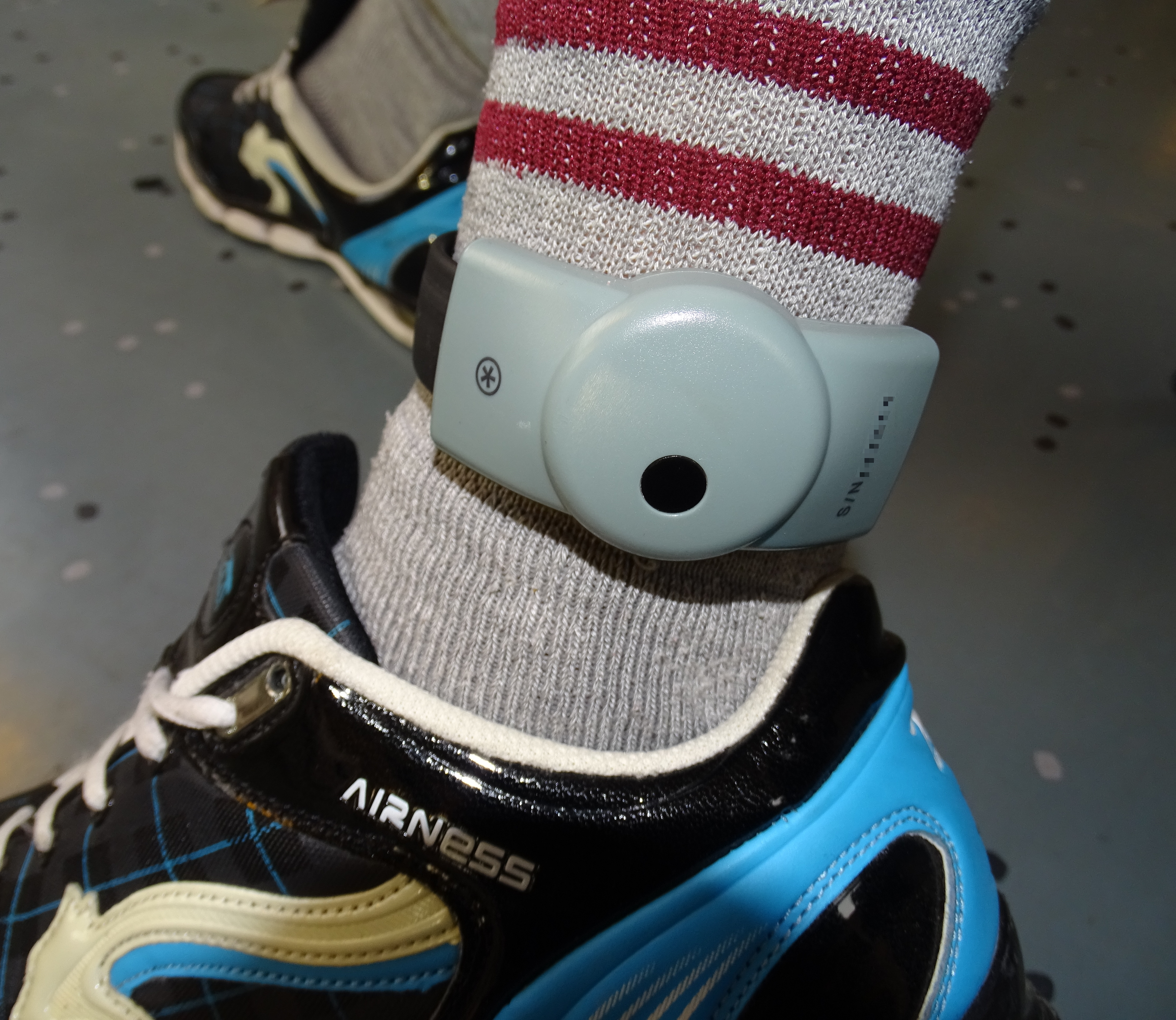
Xiềng cổ chân điện tử

Xiềng cổ chân điện tử là một thiết bị để theo dõi nơi ở của một người, thường được buộc vào cổ chân.

## Thiết bị
Xiềng cổ chân điện tử được trang bị một máy phát, mà liên lạc vô tuyến thường xuyên với một trạm gốc. Nếu trạm này không nhận được tín hiệu, vì máy phát ra khỏi phạm vi hoặc bị phá hủy, nó báo cáo thông qua hệ thống điện thoại cho cơ quan giám sát. Khi sử dụng một vòng xiềng cổ chân điện tử, vị trí của người bị xiềng có thể được giám sát và kiểm soát bất cứ lúc nào. Những hoạt động hàng ngày của người phạm tội được xác định trước đó một cách tỉ mỉ trong một lịch trình hàng tuần. Nếu nhận được thông báo lỗi, người bị giám sát sẽ được liên lạc, sau đó phải biện minh. Đối với những hành vi vi phạm thường xuyên hoặc nghiêm trọng, người bị giám sát có thể bị giam giữ trở lại. Tại Pháp, dự án thí điểm của việc áp dụng các vòng xiềng cổ chân điện tử hiện bị hạn chế trong vòng sáu tháng, vì sau thời gian đó có những thất bại về tinh thần đầu tiên được quan sát. Lý do cho điều này là không có áp lực vật chất được cảm nhận trực tiếp từ bên ngoài (qua các bức tường, song sắt, nhân viên canh giữ,.v.v...) đối với người bị giám sát. Thay vào đó, người tội phạm phải tự xử lý kỷ luật bản thân. Đối với anh ta chỉ có mối đe dọa trừu tượng hơn là cảnh sát sẽ bắt giam anh ta nếu vi phạm. Áp lực phải tới từ chính người phạm tội lên bản thân mình. Hiện nay, đã có những kinh nghiệm thích đáng về vòng xiềng cổ chân điện tử từ Mỹ. Theo đó một tù nhân tốn tiền thuế Mỹ trung bình 35 USD mỗi ngày, trong khi chiếc vòng xiềng cổ chân điện tử cùng với việc giám sát chi phí trung bình $ 7 một ngày. Với xiềng cổ chân điện tử, mức hội nhập xã hội trở lại là trên 70%.

## Áp dụng

### Hà Lan
Tội phạm người Hà Lan ngày càng được quản thúc tại gia với xiềng cổ chân điện tử ở Hà Lan. Năm ngoái (2016), thẩm phán Hà Lan áp đặt xiềng cổ chân điện tử như là hình phạt 1.759 lần, So với 900 lần vào năm 2012.
Xiềng cổ chân điện tử được chủ yếu áp dụng đối với tội phạm cướp bóc và tội phạm liên quan đến ma túy, Sjef van Gennip, giám đốc cơ quan quản chế Hà Lan, nói với đài BNR. Việc quản thúc tại gia với vòng xiềng cổ chân điện tử thường rẻ hơn so với việc giữ một ai đó trong nhà tù. Nó cho phép tội phạm giữ cho việc làm hoặc tiếp tục với việc đào tạo của họ, giảm nguy cơ tái phát. Theo Van Gnnnip xiềng cổ chân điện tử là một sự trừng phạt đáng kể. "Bạn luôn bị theo dõi. Thêm vào đó là họ không chỉ mang xiềng cổ chân điện tử, mà còn bị giám sát bởi dịch vụ quản chế và phải tuân thủ tất cả các loại thỏa hiệp." 